# Центар за културу Лазаревац
| Центар за културу Лазаревац |                                   |
|                             |                                   |
| Оснивач:                    | Градска општина Лазаревац         |
| Основан:                    | 1977.                             |
| Седиште:                    | Хиландарска 2, · Лазаревац Србија |
| Веб презентација            | http://www.czklazarevac.rs/       |
| Контакт:                    | 011/8123-344, 011/8121-703        |

Центар за културу Лазаревац је установа културе од значаја за ГО Лазаревац. Са радом је отпочео 1977. године. 
Центар располаже објектом, површине 2.745m², који се налази у Лазаревцу, који поседује универзалну дворану са 543 седишта, савремену глумачку гардеробу, изложбени простор (галерије „Симонида” и „Савременици”), балетску салу и остале пратеће просторије. 
У склопу Центра налази се Модерна галерија површине око 900m², која је смештена је на спрату тржно-информативног центра у пешачкој зони града, ул. Карађорђева 29. У галерији се налази стална поставка (Легат Лепосаве Лепе Перовић и Колекција „Савременици”), као и изложбени простор за текуће програме.

## Програми Центра
- Филмски програм
- Позоришни програм[1]
- Музички програм
- Ликовни програм
- Трибински програм
- Едукативни програми (пројекти и радионице)
- Редовне годишње манифестације

## Модерна галерија
Поседује богату колекцију уметничких дела југословенске и српске модерне и савремене уметности. У основи колекције налази се Легат Лепосаве Лепе Перовић, о којој се галерија брине од свог оснивања, који у највећој мери садржи дела тада југословенских аутора: Петра Лубарде, Милана Коњовића, Зоре Петровић, Недељка Гвозденовића, Мила Милуновића, Радојице Ное Живановића, Ивана Радовића, Ђорђа Илића, Пеђе Милосављевића, Љубице Цуце Сокић, Лазара Возаревића, Лазара Вујаклије, Воје Станића и других.
Галерија поседује и колекцију српске савремене уметности, коју чине дела из свих области ликовног стваралаштва домаћих уметника: Петар Омчикус, Марко Челебоновић, Коста Богдановић, Мића Поповић, Божидар Продановић, Цветко Лаиновић, Александар Луковић, Никола Граовац, Мајда Курник и други, које сакупља углавном откупима Секретаријата за културу града Београда или поклонима самих уметника.